# リベリアの国旗
リベリアの国旗は、1847年の独立時に制定された。アメリカ合衆国の国旗（星条旗）に似たデザインだが、これはこの国がアメリカ解放奴隷の再植民により建国されたことによる。
11本の紅白の縞はリベリア独立宣言の11人の署名者を示し、紅白の色は勇気と高いモラルを示す。青い四角はアフリカ大陸を表し、その中の白い星は元奴隷に与えられた自由を示す。
リベリアは船舶の便宜置籍国として知られ、約1,800隻の商船が実際の運行経路とは関係なくリベリア船籍を保有している。結果、この国旗は商船旗として、世界中で目にすることができる。

大統領旗
?縦横比2:3の別タイプ

## 歴史

?1827年-1847年の国旗